# Merseyside-derby

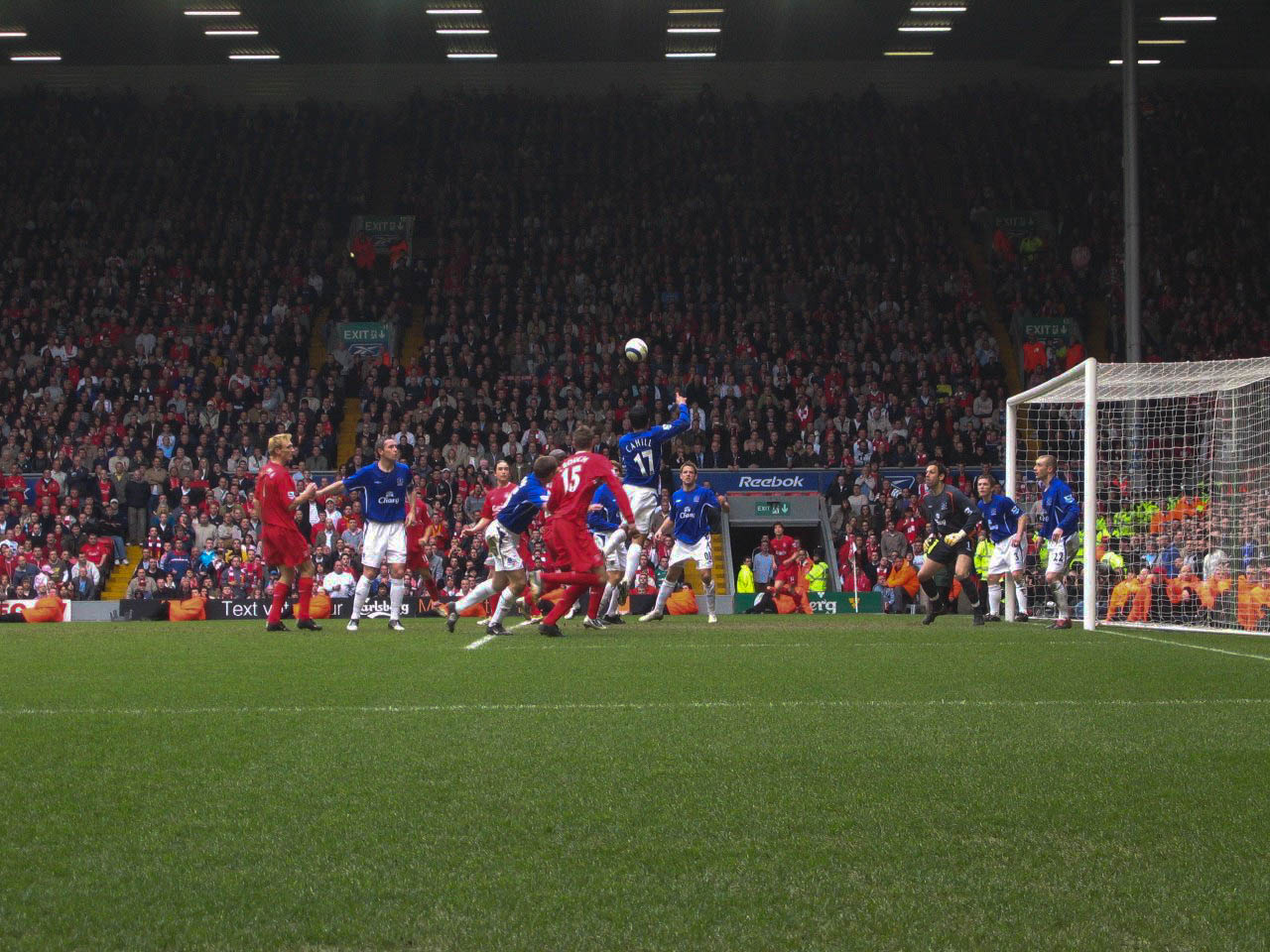
Beeld van de Merseyside-derby in 2006.

De Merseyside-derby is de naam van een voetbaltreffen tussen Everton FC en Liverpool FC, de twee succesvolste clubs uit het Merseyside gebied in Engeland.
Het wordt ook weleens de "De Vriendelijke Derby" genoemd, wegens het aantal familieleden die zowel supporters bij de Reds hebben als bij de Blues. Geen van beide clubs nemen hun fans uit onderscheidene delen van de stad (zoals bij de Bristol-derby) of van godsdienstige klassen (zoals bij de Glasgow-derby) dus de fans vermengen zich op het werk en sociaal. Op het veld gaat het er echter doorgaans niet vriendelijk aan toe; dit is de derby met de meeste rode kaarten.
Na het Heizeldrama bekoelde de relaties tussen de beide supportersverenigingen, met Everton-fans die Liverpool hooligans de schuld gaven voor hun ban uit de Europese clubcompetities. Maar de relatie werd weer opgelift na de Hillsboroughramp toen schare fans weer verbroedering tot elkaar zochten.

## Geschiedenis en resultaten
Verwijst naar de twee voetbalclubs die uit hetzelfde gebied komen namelijk de merseyside in Liverpool.
Het is de oudste voetbalderby in Engeland.
Eerste ontmoeting: 13 oktober 1894 (3-0 voor Everton).
Tot 5 januari 2020 zijn er 235 Merseyside-derby's gespeeld. Liverpool won de derby 95 keer, Everton 66 keer en er waren 74 gelijke spelen.

## Records
De Merseyside-derby is onder de derbywedstrijden verantwoordelijk voor vele records, doordat deze veel meer gespeeld wordt:
- Het langste ongeslagen in een derbywedstrijd is in handen van Everton, met 14 wedstrijden.
- Het langste ongeslagen in een derbythuiswedstrijd is in handen van Liverpool, met 16 wedstrijden vanaf het seizoen 2000/01 tot aan seizoen 2014/15.
- Het langste ongeslagen in een derby uitwedstrijd is in handen van Everton, met 15 wedstrijden op Anfield tussen 1899 en 1920.
- De langste onafgebroken winst op thuisgrond behoort toe aan Liverpool, met 5 wedstrijden tussen 1932/33 en 1936/37.
- De langste onafgebroken winst op uitgrond behoort toe aan Everton, met 5 achtereenvolgende winsten op Anfield tussen 1908/09 en 1914/15.

De volgende records zijn van de Merseyside-derby wedstrijden zelf:
- De grootste overwinning in een competitiewedstrijd is in handen van Liverpool op Goodison Park met 6-0 in het seizoen 1935/36.
- Voetballer Neville Southall van Everton heeft de meeste derby wedstrijden op zijn naam staan.
- Ian Rush van Liverpool behoudt het record met het grootste aantal aan derby doelpunten van 25 stuks. Hiermee brak hij het oude record van Everton speler Dixie Dean in 1989.

## Clubwissels
Het is bijzonder zeldzaam voor een speler die gespeeld heeft voor beide clubs, dat wegens de grote rivaliteit:

### Everton naar Liverpool
- Nick Barmby
- Dave Hickson
- David Johnson (speelde hiertussen nog voor Ipswich Town)
- Bill Lacey
- Steve McMahon (speelde hiertussen nog voor Aston Villa)
- Darren Potter (speelde hiertussen nog voor Blackburn Rovers)
- Abel Xavier

### Liverpool naar Everton
- Gary Ablett
- Peter Beardsley
- David Burrows (speelde hiertussen nog voor West Ham United)
- Don Hutchison (speelde hiertussen nog voor West Ham United en Sheffield United)
- Jimmy Payne
- Kevin Sheedy
- Dave Watson (speelde hiertussen nog voor Norwich City)
- Sander Westerveld (speelde hiertussen nog voor Real Sociedad en Portsmouth)

## Fan van de één, spelen voor de ander
Er zijn vele voetballers geweest die opgeleid zijn bij Everton of Liverpool, of een legende zijn geworden voor de een terwijl diegeen eigenlijk supporter was van de ander:

### Everton-fan, maar speelt/speelde voor Liverpool
- Jamie Carragher
- Michael Owen
- Ian Rush
- Jimmy Payne
- Steve McManaman
- Robbie Fowler
- David Thompson
- Craig Lindfield
- Adam Lallana

### Liverpool-fan, maar speelt/speelde voor Everton
- Peter Reid
- Steve McMahon
- Alan Harper
- Phil Jevons

## De dubbel
Het is redelijk zeldzaam dat een van beide teams de ander tot tweemaal toe weet te verslaan in de competitiewedstrijd van één seizoen. Liverpool deed dat twaalfmaal en Everton zevenmaal.